# Ben Banogu
Benjamin Chinomso Banogu (19 gennaio 1996) è un giocatore di football americano nigeriano che milita nel ruolo di linebacker per gli Indianapolis Colts della National Football League (NFL).

## Carriera universitaria
Banogu al college giocò a football con i Louisiana-Monroe Warhawks (2015) e con i TCU Horned Frogs dal 2017 al 2018. Nel 2017 fu inserito nella formazione ideale della Big 12 Conference.

## Carriera professionistica
Banogu fu scelto nel corso del secondo giro (49º assoluto) del Draft NFL 2019 dagli Indianapolis Colts. Debuttò come professionista partendo come titolare nella gara del primo turno contro i Los Angeles Chargers mettendo a segno un tackle e un sack condiviso. La sua stagione da rookie si chiuse con 11 tackle, 2,5 sack e un fumble forzato disputando tutte le 16 partite, nessuna delle quali come titolare.